# Последняя долина
Последняя долина (другое название — Война крестоносцев) (англ. The Last Valley) — исторический художественный фильм совместного производства Великобритании и США, снятый в 1970 году режиссёром, сценаристом и продюсером, американским писателем Джеймсом Клавеллом.
Премьера фильма состоялась в 1971 году.

## Сюжет
Действие фильма происходит в 1630-х годах. Европа погрязла в ужасе Тридцатилетней войны. Сожжённые города и селения, разруха, голод, разбой и массовое убийство мирных жителей, чума.
В поисках спасения бывший учитель Фогель странствует по Германии. Однажды он попадает в нетронутую войной деревню, затерянную в одной из альпийских долин. Но вскоре и сюда добирается шайка ландскнехтов, которой командует некий Капитан (Майкл Кейн).
Фогель уговаривает Капитана не сжигать деревню, а договориться с деревенским старостой и заключить мир, чтобы перезимовать всем вместе в тепле и сытости. Наёмники за оказанное гостеприимство могли бы защитить сельчан от внезапного нападения бандитов, которые могут найти путь к деревне. Капитан соглашается с предложением Фогеля, и в долине наступает покой и мир. Но война и религиозные распри добираются и сюда. Происходит неизбежный кровавый конфликт…

## В ролях
- Майкл Кейн — Капитан
- Омар Шариф —  Фогель
- Флоринда Болкан —  Эрика
- Найджел Девенпорт — Грубер
- Пер Оскарссон —  отец Себастьян
- Артур О`Коннелл —  Гоффман
- Йорго Вояджис — Пирелли
- Майкл Готард —  Хансен
- Владислав Шейбал —  Матиас
- Мигель Алехандро
- Кристиан Робертс

Бюджет фильма составил $6 250 000. Прокат закончился провалом и принёс лишь $380 000 в Северной Америке и $900 000 в других странах.